# Род (этнология)
Род — одна из форм социальной организации. Представляет собой группу людей, возводящих своё происхождение к общему предку — основателю рода или родоначальнику — по отцовской линии.

## Родоначальник
Родоначальник необязательно был человеком, это мог быть мифический герой, божество и даже животное (то есть зооморфное разумное существо). В последнем случае родоначальник являлся тотемом рода. Линидж и клан являются двумя основными разновидностями родовой организации

## Отличие рода от вождества
Отличием рода от более крупной социальной формации — вождества — является то, что вождество обычно больше и состоит из нескольких общин. Также в роде иногда отсутствует формальная система руководства и законы. Административные вопросы могут решаться либо старшим в роду, либо духовным предводителем рода (например, шаманом), либо просто наиболее авторитетным членом рода. В качестве законов могут использоваться родовые традиции, передаваемые обычно устно. В вождестве же, как правило, имеется формальный лидер — вождь.

## Отличие от родовой общины
Достаточно существенно род отличается и от однопорядковой формы социальной организации — общины; хотя бы тем, что община состоит из семей, а большинство родов в силу родовой экзогамии по определению из семей состоять не могут.
В советской науке было распространено мнение, согласно которому родовое общество в своём развитии поочерёдно проходит через два этапа — период материнского и период отцовского рода. Считалось, что в материнском роде производственные отношения людей, как правило, совпадали с отношениями между кровными родственниками. По мере развития производительных сил происходит переход к новому периоду родового строя — этапу отцовского рода. У многих народов такой переход сопровождался распространением пастушеского скотоводства, металлургии и плужного земледелия. Большая патриархальная семья превращается в экономическую ячейку общества.
По другой точке зрения, род и община представляли разные, хотя и сосуществующие социальные объединения. Род имел в основном брачно-регулирующие функции и не выполнял роли производственной ячейки уже в раннем периоде родовых отношений. Считалось, что при этом род проявлялся как материнский или отцовский в зависимости не от периода развития, а благодаря конкретным условиям. Особую роль при этом играла община. Она превращалась в экономическую ячейку общества и важнейший социальный организм. Отмечается, что община включала в силу закона экзогамии представителей разных родов (при матрилокальном браке мужчины входили в родовую общину жены, при патрилокальном браке женщины входили в родовую общину мужа). Основу такой общины слагали выходцы из одного рода.
Экзогамия характерна для большинства родовых групп; однако важным исключением здесь являются родовые группы Ближнего и Среднего Востока, для которых традиционно была характерна как раз родовая эндогамия.
Главное положение Л. Моргана — род появился раньше, чем семья, которая представляется продуктом сравнительно позднего общественного развития.
- Международный род - род международного значения, отвечающий требованиям национального законодательства и международного права.

## Примеры известных древних родов
- Рюриковичи
- Медичи
- Борджигин